# AI for Good
AI for Good è la piattaforma informatica dell'ONU che ha l'obiettivo di promuovere il dialogo nella comunità scientifica finalizzato allo sviluppo di progetti concreti nell'ambito dell'intelligenza artificiale, mediante un uso etico e orientato al bene comune di questa famiglia di tecnologie.
A partire dal 2017, AI for Good organizza ogni anno un evento globale, la cui quarta edizione è stata fatta il 21 settembre 2020 a Ginevra, in Svizzera. L'iniziativa operando in relazione a obiettivi di respiro globale, in particolare riguardo allo sviluppo sostenibile, e si propone di ottenere risultati più immediati e concreti rispetto ai documenti programmatici e di indirizzo generalmente prodotti dai meeting dell'ONU.
Le applicazioni di intelligenza artificiale sono state classificate in tre macrocategorie: intelligenza artificiale per la Terra (AI for Earth), intelligenza artificiale per fini umanitari (Humanitarian AI) e intelligenza artificiale per l'assistenza sanitaria (AI for Healthcare).
Il primo AI for Good Global Summit si è tenuto dal 7 al 9 giugno 2017 a Ginevra è stata la creazione di un focus group dell'ITU-T in tema di apprendimento automatico per la tecnologia di connessione 5G.
Il secondo AI for Good Global Summit si è svolto dal 15 al 17 maggio 2018 presso la sede dell'ITU a Ginevra, e ha prodotto un totale di 35 progetti, anche in collaborazione con l'OMS per la categoria AI 4 Health (FG-AI4H).
Fra i relatori erano presenti Roger Penrose e Samantha Cristoforetti. In tale occasione, è stato attivato un repository dei progetti di AI for Goods e dei relativi esempi finalizzato agli obbiettivi dello sviluppo sostenibile, mentre l'ITU ha lanciato la rivista ICT Discoveries, la cui prima edizione straordinaria è stata dedicata all'intelligenza artificiale.
Il terzo AI for Good Global Summit ha avuto luogo dal 28 maggio al 31 maggio 2019, sempre nella città svizzera che è sede dell'ONU, relativamente alle applicazioni civili e militari dell'Intelligenza Artificiale nello spazio, quali ad esempio le previsioni meteorologiche affidabili entro un orizzonte temporale di 2 settimane, la previsione di asteroidi e corpi celesti in rotta di collisione con la Terra, il monitoraggio delle migrazioni animali di balene o specie in via di estinzione, la gestione satellitare di servizi basati sulla geo-localizzazione (come il controllo automatico di autoveicoli privi di guidatore).
Il quarto evento AI for Good Global Summit ha avuto luogo dal 6 al 7 luglio 2023 in presenza sempre a Ginevra, dopo la pausa forzata a causa del Covid, con discorso d'apertura tenuto da Antonio Guterres, segretario generale delle Nazioni Unite.

Il quinto evento AI for Good Global Summit ha avuto luogo dal 29 al 31 maggio 2024, con uno speciale giorno zero dedicato alla Governance dell'AI e con partecipanti d'eccezione tra cui Sam Altman di OpenAI.